# Тарасенко Володимир Віталійович
Тарасенко Володимир Віталійович — доктор технічних наук, професор кафедри «Сільськогосподарські машини» Таврійського державного агротехнологічного університету.

## Біографія
Володимир Віталійович Тарасенко народився 19 квітня 1959 року в місті Конотопі Сумської області в сім'ї службовців.
У 1976 році закінчив Мелітопольську СШ № 5.
З вересня 1976 р. по червень 1981 р. студент Мелітопольського інституту механізації сільського господарства.
Після закінчення у 1981 році МІМСГ був направлений працювати на Одеську овочеву дослідну станцію Всесоюзного науково-дослідного інституту селекції та насінництва овочевих культур, де за дев'ять років (1981—1988) пройшов шлях від інженера-механіка до завідувача лабораторії механізації овочівництва.
У квітні 1983 року вступив до заочної аспірантури Всесоюзного науково-дослідного інституту селекції та насінництва овочевих культур (ВНДІСНОК) (м. Москва).
За розробку лінії гідродинамічного сортування томатів за ступенем дозрілості, у 1987 р. Володимиру Віталійовичу присуджено премію ЦК ЛКСМУ.
У 1987 році захистив кандидатську дисертацію на тему: «Исследование и обоснование технологии механизированной уборки плодов и выделения семян томата» у Харківському інституті механізації та електрифікації сільського господарства.
Свою трудову діяльність у Мелітопольському інституті механізації сільського господарства В. В. Тарасенко розпочав у 1989 році на посаді старшого наукового співробітника НДЧ.
У 1990 році йому присвоєно вчене звання старшого наукового співробітника.
З 1992 року — завідувач науково-дослідницької лабораторії МІМСГ, професор кафедри «Сільськогосподарські машини».
22 січня 1992 року В. В. Тарасенко захистив дисертацію на здобуття вченого ступеня доктора технічних наук на тему: «Разработка комплекса машин для уборки и доработки томатов».
У березні 1992 року йому присуджено вчену ступінь доктора технічних наук.
У січні 1994 року присвоєно вчене звання професора.
10 жовтня 1997 року В. В. Тарасенко обраний дійсним членом Української технологічної академії, відділенню «Технологія харчової промисловості» з присвоєнням звання «Академік».

## Нагороди
За багаторічну плідну працю Володимир Віталійович Тарасенко нагороджений трудовою відзнакою «Знак Пошани» (2007), Подякою за плідну організаторську роботу по інноваційному розвитку освіти України (2008). Нагороджений знаком «Відмінник аграрної освіти та науки» ІІ, ІІІ ступеня (2010, 2009).